# Сабадаш Ніна Степанівна
Ніна Степанівна Сабадаш (нар. 10 червня 1947, село Демківці, тепер Чемеровецького району Хмельницької області) — українська радянська діячка, новатор сільськогосподарського виробництва, бригадир рільничої бригади колгоспу імені Кірова Чемеровецького району Хмельницької області. Член Ревізійної Комісії КПУ в 1986—1991 р.

## Біографія
У 1970—1990-х роках — ланкова комсомольсько-молодіжної механізованої ланки, бригадир рільничої бригади колгоспу імені Кірова села Свіршківці Чемеровецького району Хмельницької області.
Член КПРС. Новатор сільськогосподарського виробництва. Щороку її ланка одержувала по 500 і більше центнерів цукрових буряків з гектара.
Потім — на пенсії у селі Демківці Чемеровецького району Хмельницької області.

## Нагороди
- орден Леніна
- орден Трудового Червоного Прапора
- медалі
- лауреат премії Ленінського комсомолу (1975)